# 電流丸
電流丸（でんりゅうまる）は佐賀藩所有の軍艦。3檣バーク形の木造砲艦、またはコルベット。

## 艦歴
オランダ・ロッテルダムとアムステルダムで製造され安政3年（1856年）、または安政5年（1858年）に竣工、原名は「ナガサキ（長崎、NAGASAKI）」。安政5年（1858年）11月に佐賀藩が長崎でオランダ政府から購入した。代価は10万ドル（7万両）であった。
慶応4年（明治元年）3月26日（1868年4月18日）に大阪天保山沖で日本で初めての観艦式が行われた。この時は観兵式の名称で行われ、「電流丸」は旗艦として参加した。後年、岡田三郎助は「電流丸」が参加した観艦式の様子を絵画『大阪行幸諸藩軍艦御覧』として制作。聖徳記念絵画館に納めている。
明治元年（1868年）に新政府軍が徴発した。明治2年（1869年）の箱館戦争の際は、5月7日に2個小隊を乗せて大阪に回航、同25日に佐賀に帰港した。明治3年7月（1870年8月頃）に普仏戦争が勃発し、中立を守るために太政官は7月28日（新暦8月24日）に3個小艦隊を編成し、「龍驤」と「電流丸」「延年丸」の3隻は中牟田武臣（「龍驤」乗艦）の指揮で長崎港に派遣された。
翌明治4年3月7日（1871年4月26日）に警備は解かれた。
明治4年（1871年）に兵部省への献納の申し出があったが老朽艦のため砲のみ受け取り、同年6月に伊万里で売却解体された。
この時に日本海軍籍（当時の軍務官の管理下）となったかどうかには諸説があり、藤原彰『軍艦史』では明治2年の函館の役終了後の軍務官管理の艦の一つに揚げられ、『近世帝国海軍史』によると入籍しなかったという。また福井静夫『帝国海軍艦艇一覧表』では雑軍艦の項に記載があるという。『日本海軍史』では上記の通り、砲のみを受け取ったとなっている。

## 要目
右上表の要目は主に『佐賀藩海軍史』による。その他の文献による要目（主に船体寸法）は以下の通り。
- 『明治元年 公文類纂』：長さ25間 (約45.46m)、幅4間余 (7.27m余り)[6]。
- 『海軍歴史』：長さ27間 (約49.1m) 、幅4間半 (約8.18m) 、深さ4間 (約7.27m) 、大砲10門[14]。
- 『日本近世造船史 明治時代』：長さ150フィート (45.72 m) 、幅26フィート (7.92 m) 、トン数300トン[3]
- 『日本海軍史 第7巻』：長さ46.9m、幅8.1m、排水量300トン[15]。

## 艦長
艦長
- 中牟田倉之助：慶応3年6月時[4]

船将
- 増田孫作：明治4年3月時（艦長）[16] - 明治4年6月[4]